# Josef Adolf
Josef Adolf (14. května 1898 Velká Úpa – 1951 Viechtach, Německo) byl československý reprezentant v severském lyžování německé národnosti.
V roce 1924 vybojoval na Týdnu zimních sportů v Chamonix šesté místo v závodě sdruženém (běh na 18 km a skok). Jednalo se o nejlepší umístění neskandinávského závodníka. V roce 1925 vybojoval na mistrovství světa čtvrté místo v běhu na 18 a na 50 km a druhé místo v severské kombinaci. Byl mistrem Německa, mistrem Československa a mistrem Švýcarska. Po skončení druhé světové války byl internován v továrně AEG v Trutnově a následně vysídlen z Československa.